# Risten (Yxnerums socken, Östergötland)
Risten är en sjö i Björsäter och Yxnerums socknar Åtvidabergs kommun i Östergötland och ingår i Söderköpingsåns huvudavrinningsområde. Sjön är 33 meter djup, har en yta på 5,64 kvadratkilometer och befinner sig 62,2 meter över havet. Sjön avrinner genom en till kanal fördjupad bäck till sjön Såken och når så småningom havet genom vattendraget Söderköpingsån (Gusumsån).
Namnet kommer av ordet "rista" eller skåra och syftar troligen på sjöns form. I samband med att Östra stambanan drogs genom trakten kom godsägarna i Örtomta, Yxnerums och Björsäters socknar att fundera över att binda samman Risten, Borken, Såken och Yxningen med en kanal och ansluta båtleden till järnvägsstationen i Norsholm. Det uppstod konflikter mellan bönderna och godsägarna i trakten om var kanalen skulle dras, men genom att Adolf von Schwerin på Borkhults herrgård sköt till fri mark till projektet, förutom förskriva sig till ett stort antal aktier i projektet kunde han påverka kanalens dragning och Borken kom skulle bli ändpunkt för kanalen. Efterhand kom dock kanalen upp till Borken att utgå från projektet och då aktieteckning för "Norsholm-Risten kommunikationsbolag", som även kom att bygga kanalen mellan Hövern och Lången och anlägga Risten–Lakviks Järnväg och bedriva ångbåtstrafik på sjöarna. 1882 byggdes den 500 meter långa kanalen mellan Risten och Såken. En hamn för omlastning anlades vid Lakvik. Norsholm-Bersbo Järnväg lade ned ångbåtstrafiken på sjöarna på 1920-talet men frakttransporter över sjöarna på kanalen fortsatte fram till 1940-talet, därefter har den lämnats att växa igen, och är numera endast farbar med kanot.

## Delavrinningsområde
Risten ingår i det delavrinningsområde (646047-151876) som SMHI kallar för Utloppet av Risten. Medelhöjden är 86 meter över havet och ytan är 34,87 kvadratkilometer. Det finns ett avrinningsområde uppströms, och räknas det in blir den ackumulerade arean 62,54 kvadratkilometer. Avrinningsområdets utflöde Söderköpingsån (Gusumsån) mynnar i havet. Avrinningsområdet består mestadels av skog (57 procent) och jordbruk (14 procent). Avrinningsområdet har 6,01 kvadratkilometer vattenytor vilket ger det en sjöprocent på 17,2 procent.